# Alticola strelzowi
Пљоснатоглава волухарица (Alticola strelzowi) је врста волухарице. 

## Распрострањење
Ареал врсте је ограничен на мањи број држава. Врста је присутна у следећим државама: Русија, Кина, Монголија и Казахстан.

## Станиште
Станишта врсте су стеновита подручја.

## Начин живота
Врста Alticola strelzowi прави гнезда за презимљавање и складишти храну у њима. Храни се семеном и травом, понекад малим животињама. Има 2-3 окота годишње, са 5-11 младунаца по окоту.

## Угроженост
Ова врста је наведена као последња брига, јер има широко распрострањење и честа је врста.